# Kaligula
Gáj Júlij Cézar Germánik (latinsko Gaius Iulius Caesar Germanicus Caligula), znan tudi kot Gaj Cezar in najbolj znan kot Kalígula, * 31. avgust 12, † 24. januar 41, tretji rimski cesar julijsko-klavdijske dinastije, vladar Rimskega imperija od leta 37 do smrti.

## Gaj pred nastopom vlade
Njegov oče je bil priljubljen vojskovodja Germanik, mati pa Agripina starejša, oba iz [[Julijsko-klavdijska rodbina|julijsko-klavdijske dinastije]]. Ker je njegov oče poveljeval germanskim legijam (stacionirane v provincah Germania Superior in Germania Inferior), je mladi Gaj večino otroštva preživel v vojaških taboriščih. Tam je tudi dobil vzdevek Kaligula, kar pomeni škorenjček. Leta 14 so se germanske legije uprle Tiberiju in zahtevale, da jim v zameno za zvestobo odplača velike vsote denarja, sicer pa so nagovarjale Germanika, favorita senata, naj prevzame oblast. Le-ta je uspel vnesti disciplino in ukazal kaznovati upornike. Ko je bil leta 15 zastrupljen, Kaligulova mati Agripina starejša pa izgnana, je skrbništvo nad Gajem in sestrami prevzela babica Livija Avgusta, Avgustova vdova. V času Sejana je bil Gaj kot Tiberijev sorodnik nenehno v nevarnosti, da bo bodo kot možnega naslednika usmrtili. Tiberij ga je po Livijini smrti leta 29 vzel s seboj na Kapri in do cesarjeve smrti leta 37 je bil Gaj stalni član ožjega cesarskega spremstva. Ker pa je bil edini Avgustov moški dedič, je bil izbran za naslednika.

## Nastop Kaligule
Okoliščine Tiberijeve smrti so nejasne. Tako Tacit, Svetonij kot Kasij Dion trdijo, da je bil ostareli cesar umorjen. Po Svetoniju naj bil ga umoril Gaj osebno, po Tacitu pretorijanski prefekt Makro (Sejanov naslednik in že takrat Gajev zaupnik). Najbrž je cesar umrl naravne smrti, saj Gaj zaradi vladarjeve visoke starosti in hude bolezni , ki zaradi tega gotovo ne bi preživel naporov potovanja iz Kaprija v Rim, ni imel vzrokov za umor: moral je le počakati.
Rimljani so ga ob nastopu vlade pozdravili ne le zaradi konca Tiberijeve strahovlade, ampak ker je bil sin še vedno priljubljenega Germanika. Tudi sam Gaj je napovedal liberalno politiko in dosledno upoštevanje Avgustovih načel.

## Gajeva zunanja politika
Kaligula v prvih letih vlade vodi miroljubno zunanjo politiko v smislu Pax romane. V drugi polovici vladavine z začetkom uvajanja despotizma se pojavi agresivnejša zunanja politika v smislu načrtov o vojaških osvajanjih. Kaligula je načrtoval, toda ne izvedel pohoda čez Ren in v Britanijo (le-to je osvojil naslednik Klavdij I.). Kasij Dion in Svetonij navajata lepe anekdote kot dokaz cesarjeve blaznosti v zvezi z omenjenima pohodoma: o legionarjih, ki so morali pobirati školjke po galski obali pa o navideznem pohodu nad Germane ipd. Legenda o školjkah je resnična, vendar ni izraz Gajeve blaznosti. Legionarji so se namreč cesarju uprli in niso želeli sodelovati v invaziji na Otok, zato jih je vladar kaznoval na njemu značilen način: morali so se postrojiti v vojaške vrste in 'napasti' školjke. Seveda Gaj tega ni ukazal zaradi duševne blaznosti ampak zato, ker je hotel neposlušno vojsko kaznovati in jo ponižati.
Intezivneje je cesar posegel na vzhod, kjer je izvedel nekaj upravnih sprememb v Judeji in Afriki, in začel osvajati severozahodno Afriko, ki so si jo Rimljani do Gajeve smrti podredili in uredili v provinci Mauretania Tingitana in Mauretania Caesarensis. Ker je bil Gaj med tem dogajanjem umorjen, ta dosežek zgodovinopisje pripisuje Klavdiju I. V drugi polovici vlade je Gaj sprejel tudi dve delegaciji iz Aleksandrije, kjer je prišlo do nemirov med judovskim in grškim prebivalstvom. Obe strani sta poslali delegacijo v Rim, judovsko je vodil filozof Filon, ki je tudi poglaviten vir o tem dogodku. Gaj problema ni rešil, saj vemo, da se je z njim moral ukvarjati še Klavdij I.

## Uvajanje helenističnega dominata
Gaj je v drugi polovici vlade prekinil s sistemom principata, ki je bil navidezna demokracija, in začel uvajati despotski tip vlade helenističnega tipa. Prav to je poskusil že Gaj Julij Cezar, vendar je bil umorjen s strani republikancev. Gaj je vladal vse bolj avtokratsko v duhu zadnjih let Tiberijevega režima: preganjal je nasprotnike, zaradi pomanjkanja denarja zaplenjeval posestva in premoženja ljudi itd. Odpor do senata in republikanske tradicije nasploh je simbolično pokazal z imenovanjem konja Incitata za konzula. Dogodek, ki ga po navadi označujejo kot dejanje cesarjeve blaznosti, je v resnici posledica cesarjeve avtokratske politike, saj je Gaj hotel senatu pokazati, da ga sploh ne potrebuje in da gre v bistvu za odvečen organ oblasti. Zaradi preganjanja je bilo več neuspešnih poskusov atentata. Ko se je proti cesarju obrnila pretorijanska garda, je bila usoda Kaligule zapečatena.

## Kaligulova smrt in poskus obnovitve republike
Januarja 41 je cesar v dobro načrtovani zaroti pretorijancev in senata izgubil življenje. Nastal je problem nasledstva, saj je kot član Avgustove hiše ostal le še ostareli Gajev stric Klavdij. Senat je dal takoj po cesarjevem umoru zastražiti Kapitol in se sestal z namenom ugotovitve, kako naprej. Večina senata je bila za obnovo republike in 'vrnitev svobode'. Nekaj senatorjev se je zavzemalo za ohranitev principata, vendar noben cesarski kandidat ni imel dovolj glasov, pri čemer Klavdija ni imel nihče v mislih. Obveljala je moč vojske oziroma pretorijanske garde, ki je med zasedanjem senata za cesarja oklicala Klavdija. Senat ni imel druge izbire, kot da ga potrdi.

## Kaligula v umetnosti
Kaligula je tudi naslov igre francoskega pisatelja Alberta Camusa.
Kaligula je tudi naslov filma, ki ga je leta 1979 po scenariju ameriškega pisatelja Gorea Vidala posnel Tinto Brass. ()